# Samuel Lifschey
Samuel Lifschey   (Manhattan, 6 de maig de 1889 - Filadèlfia, 14 de setembre de 1961) va ser un viola estatunidenc.

## Biografia
Lifschey va néixer a Manhattan, Nova York, i va començar els seus estudis musicals als nou anys, estudiant violí amb Arnold Volpe, viola amb Henri Casadesús i teoria amb Rubin Goldmark. El 1911 es va llicenciar en enginyeria civil per "Cooper Union" i va començar la seva llarga carrera com a músic. Va ser nomenat viola solista amb lOrquestra Simfònica de Nova York sota la direcció de Walter Damrosch el 1916 i va exercir com a director de banda amb la Marina dels Estats Units durant la Primera Guerra Mundial. Breus estades com a violista principal de la Cleveland Orchestra i de Detroit la simfònica va seguir abans que fos atret a la principal posició de violista amb lOrquestra de Filadèlfia el 1925 a petició de Leopold Stokowski. Va romandre en aquesta posició fins a la seva jubilació el 1955, sent substituït per Harry Zaratzian.
Va morir el 14 de setembre de 1961 a Filadèlfia, Pennsilvània.

## Heretat
A més de la carrera de Lifschey com a violista orquestral, també va ser un destacat solista de viola, el "primer americà nadiu que va assolir el rang de virtuós" a la viola. El seu recital del "Eolian Hall" del 24 de març de 1919 amb la soprano Greta Torpadie és sovint considerat el primer recital de viola en solitari a la ciutat de Nova York, i va oferir les estrenes nord-americanes de nombroses obres per a viola i orquestra, incloent de Paul Hindemith Der Scwhanendreher, Rhapsody d'Isadore Freed, de Georges Hüe Théme Varié, i el Concert Handel-Casadesus en si menor. Lifschey també va ser un important defensor de la música de viola per compositors nord-americans, i va oferir estrenes i altres actuacions importants d'obres de viola d'Ernest Bloch, Georges Frederick Boyle, Samuel Gardner, Rubin Goldmark, Walter Golde, Henry Holden Huss o Gustav Strube.
Lifschey també va contribuir en gran manera amb les seves primeres publicacions de música de viola, incloent materials pedagògics originals i transcripcions i edicions d'altres obres. Publicades àmpliament per Schirmer, "Associated Music Publishers" i Carl Fischer, aquestes obres estaven fàcilment disponibles per a estudiants nord-americans que cada vegada es dedicaven més a la viola a principis del segle xx. Lifschey va realitzar només un grapat d'enregistraments, sobretot les gavottes de la Suite per a violoncel núm. 6 de J. S. Bach, el 1941, el primer enregistrament comercial conegut de qualsevol de les suites que es reproduïen a la viola.
Lifschey és representat als murals de la Biblioteca de Santa Mònica per l'artista nord-americà Stanton Macdonald-Wright com a part d'un panell de "famosos executants d'instruments musicals".

## Publicacions
- Obres originals
- Estudis tècnics diaris per a la viola, 1929
- Estudis de doble parada per a la viola, 1943
- Estudis d'escala i arpegi per a la viola, 1939
- Dotze estudis moduladors per a la viola, 1936
- Edicions / Arranjaments
- J. S. Bach: sis suites per a viola no acompanyada, 1936
- Johannes Brahms: fragments orquestrals per a la viola, 1954
- Bartolomeo Campagnoli: 41 Capricis per a la Viola, 1944
- Jean-Philippe Rameau: Menuet de l'òpera Platée, 1929
- Henry Schradiek: The School of Violin-Technics, Transcribed for Viola, 1951
- Friedrich Seitz: Concert per a estudiants núm. 2, transcrit per a viola, 1955
- Friedrich Seitz: Concert per a estudiants núm. 3, transcrit per a viola, 1955
- Otakar Ševčík: estudis seleccionats en primera posició, 1951

## Enregistraments
- J. S. Bach, Suite per a violoncel núm. 6 (només Gavottes), 1941
- Johannes Brahms, Sonata núm. 1 en fa menor, op. 120, núm. 1, (amb Egon Petri, piano), 1941
- Leoš Janáček, Concertino per a piano, 2 violins, viola, clarinet, trompa i fagot, 1954
- Richard Strauss, Don Quijote (amb Emanuel Feuermann, violoncel, i l'Orquestra de Filadèlfia, Eugene Ormandy, director), 1940